# Phragmanthera kamerunensis
Espèce
Synonymes
- Loranthus kamerunensis Engl.[1]
- Tapinanthus kamerunensis (Engl.) Danser[1]

Phragmanthera kamerunensis est une espèce de plantes de la famille des Loranthaceae et du genre Phragmanthera.

## Description
C’est un arbuste dont les feuilles sont de couleur vert foncé brillant.

## Habitat
Il est répandu en Afrique tropicale, surtout au Cameroun, entre 30 et 500 mètres d’altitude.